# 淀川★キャデラック
『淀川★キャデラック』（よどがわキャデラック）は、2007年4月7日から同年9月22日までテレビ大阪で放送されていたバラエティ番組（お色気番組）である。放送時間は毎週土曜 24時55分 - 25時25分（日曜 0時55分 - 1時25分）。

## 概要
2007年4月までテレビ大阪とテレビ東京で放送されていた『DIVA』のリニューアル版である。この番組へのリニューアルとともにテレビ東京がネット局から外れ、かつての『Neo Happy系教育テレビ』のようにテレビ大阪のみでの放送になった。

## 出演者
- メインゲスト

板尾創路
- 司会

黒沢宗子（森三中）、 林克治（カリカ）
- レギュラー

夏目ナナ、範田紗々、櫻井ゆうこ、長澤つぐみ、かすみ果穂（高気圧ガール）、倖田梨紗、天海麗、結城リナ、
石井ひな、佐藤万葉、成瀬真尋
- ゲスト

有吉弘行

## 主なコーナー
- キャプテン焼肉

上の舌をもつ3人のキャビンアテンダントが、焼き肉屋で上の肉を当てるクイズ。失敗すれば自腹。
- キャデラック刑務所
- ワンランク上の女性は誰
- ワンランク上のアイドルコンサート
- パリス卓球 チームヒルトン
- ローライズ国会
- ワンランク上の肝試し[4]
- 自由を叫べ！尾崎豊選手権[5]

## 番組に関するエピソード・出来事
新人乱入
- 第14回放送では、番組に新人石井ひな、佐藤万葉、成瀬真尋が乱入し、「自由を叫べ！尾崎豊選手権」に登場し長渕剛/とんぼの替え歌で、旧レギュラー桜井ゆうこ、かすみ果穂、長澤つぐみを挑発した[5]。
- 第15回放送では、ローライズ国会2にて旧レギュラーの法案に対し新メンバーからの質問攻撃された[6]。

パリス卓球
- 第15回放送にてパリス卓球 チームヒルトンは、チーム名を「パリス卓球 チームドS」に改変した。

## スタッフ
- 総合演出：マッコイ斉藤
- 構成：ホーリー、鈴木工務店、佐藤俊明、村上マサシ
- CAM：清水利彦、杉山紀行
- VE：船山道夫
- 音声：中川繁
- 美術：小林慎典
- ロゴ：小室泰樹
- メイク：岩田恵美、仮屋知恵
- スタイリスト：井岡直子
- VTR編集：原健一郎
- MA：中村裕子
- 音効：渡辺貴信
- ディレクター：佐藤B（GUTS）、小野勇、姉崎正広、うえだゆうこ
- プロデューサー：橋口淳・葛西大祐（SODクリエイト）、小林岳夫（GUTS）
- 協力：池田屋、TRIBE LTD.、CORALRED、The TUBE、交音社
- 衣裳協力：上野屋シャツ店
- 企画協力：SODクリエイト（クレジット表示無し）
- 制作協力：ガッツエンターテイメント（クレジット表示無し）
- 製作著作：SHO-GUN